# David Testo
David Testo (nacido el 7 de agosto de 1981 en Winston-Salem, Carolina del Norte) es un jugador de fútbol estadounidense. Es uno de los pocos atletas abiertamente gay en el deporte profesional.

## Carrera

### Colegio
Después de una preparación destacada en Skyland, TC de Carolina del Norte, en la escuela Roberson High School, donde fue nombrado el mejor jugador de Carolina del Norte del año 1998, Testo jugó sus primeros años en el fútbol de segunda línea, para la Universidad de Carolina del Sur, donde registró 6 goles y 11 asistencias en 33 partidos. Después de su segunda temporada, Testo se trasladó a la Universidad de Carolina del Norte en Chapel Hill, donde emergió como una figura importante, ayudando a dirigir a los Tar Heels a un campeonato de la NCAA.

### Profesional
Después de graduarse de la universidad, fue seleccionado en el MLS SuperDraft de 2003. Luego firmó con los Richmond Kickers, con quienes tuvo un impacto inmediato, jugando en 28 partidos y anotando seis goles. Por su actuación, fue nombrado el mejor principiante de primera línea en 2003.
Después de su actuación en la A-League, varios equipos de la MLS estaban interesados en Testo, pero terminó con el Columbus Crew. Debido a muchas lesiones, fue dejado de lado, sin embargo recibió más de acción en 2005. Después de terminar la temporada con un gol y múltiples asistencias, fue liberado. Posteriormente firmó con el Vancouver Whitecaps.
A pesar de perderse varios juegos debido a graves lesiones en mitad de la temporada con Whitecaps, sus giros rápidos y buenos pases rápidamente lo convirtieron en favorito entre los fanes y compañeros de equipo, en esta su primera temporada en Vancouver. Fue nombrado Novato del Año y tuvo la segunda mejor puntuación del equipo (7 goles y 7 asistencias) por detrás de Joey Gjertsen (13 goles, 7 asistencias), mientras que juega igualmente bien tanto de delantero como de centrocampista.
Testo fue canjeado al Montreal Impact en julio de 2007 junto con Joey Gjertsen por Alen Marcina, y Zé Roberto. Registró su primer gol con el Montreal en agosto de 2007 contra Carolina Railhawks. Durante la temporada de 2008 USL jugó en 20 partidos para el Impact, y marcó un gol contra el Miami FC en julio de 2008. En el campeonato canadiense en 2008 apareció en los cuatro partidos para Impact, y anotó un gol en la victoria por 2-0 ante el Vancouver Whitecaps. Él ayudó al Impact a calificar por primera vez para la Concacaf Liga Campeones al ganar el Campeonato Canadiense.
Durante la temporada 2009 de la PDL Testo ayudó al Impact a hacerse con un lugar en la postemporada, con su nuevo entrenador, Marc Dos Santos. Registró su primer gol de la postemporada durante un partido de cuartos de final contra el Charleston Battery. El partido resultó en una victoria 2-1 para Impact, y permitió que pudiera avanzar a la final al ganar su segundo partido en el global. Montreal avanzó a las finales, donde su rival acabaría siendo el Vancouver Whitecaps, marcando así la primera vez en la historia de la USL en el que partido final constara con dos clubes canadienses. En la final, Testo ayudó al Impact a ganar la serie por 6-3 en el global. La victoria le dio al Impact su tercera victoria en el Campeonato de la USL y marcó el segundo campeonato de la USL de Testo. El octubre de 2009 David Testo recibió el Trofeo Giuseppe Saputo, al Jugador Más Valioso del Montreal Impact durante el año 2009. En noviembre de 2009 Testo firmó un nuevo contrato con el por dos años. Fue liberado por el Montreal en octubre de 2011.

## Vida personal
En una entrevista de la cadena de televisión franco-canadiense Radio Canadá, el 10 de noviembre de 2011, Testo declaró que es gay y que su familia, amigos, compañeros de equipo, y la gestión, ya lo sabían. Desde su salida del armario pública, sus excompañeros de equipo han expresado su apoyo y respeto.

## Honores

### Vancouver Whitecaps
- Campeonato de la USL First Division (1): 2006

### Montreal Impact
- Campeonato de la USL First Division (1): 2009
- Copa Voyageurs (2): 2007, 2008